# Sean Maher
Sean Maher (Pleasantville, 16 de abril de 1975) es un actor estadounidense, famoso por su papel como Simon Tam en la serie de ciencia ficción para la televisión Firefly.

## Biografía
Maher nació en Pleasantville, Nueva York, hijo de Joseph y Margaret Maher.  Tras graduarse en la Byram Hills High School, Maher estudió en la Universidad de Nueva York, donde consiguió su título en interpretación en 1997. Actuó en varias obras de teatro, incluyendo Yerma e Into the Woods.

## Trayectoria
Maher protagonizó el papel principal, un policía novato, en la serie de televisión de corta duración Ryan Caulfield: Year One. En el año 2000 fue uno de los protagonistas de la serie de Fox  de corta duración (que se suspendió tras siete episodios) The $treet, y también ha actuado en las serie de televisión Party of Five (como Adam Matthews) y en CSI: Miami.
Repitió su papel de la serie Firefly en la película Serenity (2005). También estuvo en el reparto de la serie Halley's Comet, como médico jefe en un hospital. Actuó en la película The Dive From Clausen's Pier (2005) como del nuevo interés amoroso de Michelle Trachtenberg. También actuó como Brian Piccolo en el remake de Brian's Song de 2001. En 2006 hizo el papel del novio de John Stamos en la película para la televisión Wedding Wars.
Tras tomarse una breve pausa como actor, Maher volvió a la televisión en 2009 como actor invitado en el episodio piloto de Drop Dead Diva de Lifetime Television, seguido en 2010 por apariciones en la segunda temporada de El mentalista (CBS), la primera temporada de  Human Target (FOX) y la segunda temporada de Warehouse 13 (en Syfy).
En 2011 consiguió un papel en la serie de televisión The Playboy Club. Interpretó a Sean, un gay en el armario, que está casado en un matrimonio de conveniencia con una conejita de Playboy lesbiana también en el armario. Apareció en ocho episodios, en 2011 y 2012, en otra serie, Make It or Break It, como el personaje de Marcus. Interpretó al villano Don John en la adaptación de Joss Whedon de 2012 de Much Ado About Nothing.
En 2014, Maher prestó su voz a Dick Grayson / Nightwing en El Hijo de Batman, una película animada directa a vídeo. Forma parte de las Películas Originales Animadas del Universo DC. A esto le siguieron las mismas actuaciones en La Liga de la Justicia vs. Jóvenes Titanes y Batman: Mala Sangre en 2016 y en Jóvenes Titanes: El Contrato de Judas en 2017.

## Vida personal
Maher es gay y vive con su pareja, Paul, con el que ha adoptado una niña y un niño - Sophia Rose y Liam. Decidió hacer pública su orientación sexual en 2011, empleando su papel como gay en el armario en la serie The Playboy Club como plataforma.
Filmografía

## Filmography

### Películas
| Año                            | Título                          | Papel                             | Notas              |
| ------------------------------ | ------------------------------- | --------------------------------- | ------------------ |
| 2005                           | Serenity                        | Dr. Simon Tam                     |                    |
| Living 'til the End            | Jack Whilton                    |                                   |                    |
| 2012                           | Much Ado About Nothing          | Don John                          |                    |
| Best Friends Forever           | Sean                            |                                   |                    |
| 2014                           | BFFs                            | J.K.                              | a.k.a. Heads We Do |
| Son of Batman                  | Dick Grayson / Nightwing        | Voz                               |                    |
| 2015                           | Batman vs. Robin                | Dick Grayson / Nightwing          | Voz                |
| People You May Know            | Joe                             |                                   |                    |
| 2016                           | Batman: Bad Blood               | Dick Grayson / Nightwing / Batman | Voz                |
| Justice League vs. Teen Titans | Dick Grayson / Nightwing        | Voz                               |                    |
| 2017                           | Teen Titans: The Judas Contract | Dick Grayson / Nightwing          | Voz                |
| Beyond the Edge                | Dr. Abe Anderson                | formerly known as ISRA-88         |                    |
| 2019                           | Batman: Hush                    | Dick Grayson / Nightwing          | Voz                |
| 2019                           | Teen Titans Go! vs. Teen Titans | Dick Grayson / Nightwing          | Voz                |

### Televisión
| Año                          | Título                   | Papel                     | Notas                                        |
| ---------------------------- | ------------------------ | ------------------------- | -------------------------------------------- |
| 1999                         | Ryan Caulfield: Year One | Ryan Caulfield            | Title role, (7 episodes)                     |
| 2000                         | Party of Five            | Adam Matthews             | Recurring (7 episodes)                       |
| 2000–2001                    | The $treet               | Chris McConnell           | Regular (12 episodes)                        |
| 2001                         | Hostage Rescue Team      |                           | TV film                                      |
| Brian's Song                 | Brian Piccolo            | TV film                   |                                              |
| 2002–2003                    | Firefly                  | Dr. Simon Tam             | Main (14 episodes)                           |
| 2003                         | CSI: Miami               | Carson Mackie             | Episodio: "Spring Break"                     |
| 2005                         | Halley's Comet           | Bret Fennow               | TV film                                      |
| The Dive from Clausen's Pier | Kilroy                   | TV film                   |                                              |
| Ghost Whisperer              | Conor Donovan            | Episodio: "Mended Hearts" |                                              |
| 2006                         | Wedding Wars             | Ted Moore                 | TV film                                      |
| 2009                         | Drop Dead Diva           | Marcus Newsome            | Episodio: "Pilot"                            |
| 2010                         | The Mentalist            | Jasper / Wilson           | Episodio: "Bleeding Heart"                   |
| Human Target                 | Aaron Cooper             | Episodio: "Embassy Row"   |                                              |
| Warehouse 13                 | Sheldon                  | Episodio: "Mild Mannered" |                                              |
| 2011                         | The Playboy Club         | Sean Beasley              | Invitado (7 episodios)                       |
| 2011–2012                    | Make It or Break It      | Marcus                    | Recurring (8 episodes)                       |
| 2013–2014                    | Arrow                    | Mark Scheffer / Shrapnel  | 2 episodios: "Blast Radius", "Suicide Squad" |
| 2015                         | Looking                  | Jake                      | Episodio: "Looking for Home"                 |
| 2018                         | 9-1-1                    | Paul                      | Episodio: "Full Moon (Creepy A.F.)"          |
| 2019                         | The Rookie               | Caleb Jost                | Episodio: "Manhunt"                          |

### Otros medios
| Año  | Título     | Papel    | Notas                               |
| ---- | ---------- | -------- | ----------------------------------- |
| 2004 | CSI: Miami | Carson   | Video game                          |
| 2013 | EastSiders | Paul     | Web-series (3 episodios)            |
| 2014 | New Year   | Narrator | Animated exhibition by Adam Shecter |
| 2015 | Con Man    | Himself  | Web-series                          |